# Hrycewicze (obwód grodzieński)
Hrycewicze (biał. Грыцавічы, Hrycawiczy, ros. Грицевичи, Gricewiczi) – wieś na Białorusi, w obwodzie grodzieńskim, w rejonie brzostowickim, w sielsowiecie Pograniczny. Położona jest 55 km na wschód od Białegostoku, 7,2 km od granicy polsko-białoruskiej, na południowym brzegu rzeki Świsłoczy, w oficjalnej strefie przygranicznej Białorusi. Przez wieś przebiega 24. południk długości wschodniej.
Znajduje się tu parafialna cerkiew prawosławna pw. Podwyższenia Krzyża Pańskiego, zbudowana w 1997 r. na miejscu poprzedniej.

## Historia
W czasach zaborów w granicach Imperium Rosyjskiego, w guberni grodzieńskiej, w powiecie wołkowyskim, w gminie Świsłocz. W roku 1900 miała powierzchnię 778 dziesięcin (ok. 850 ha). Na początku XX w. w pobliżu wsi znajdował się niewielki kurhan nazywany Hrycewicką Babą. 
Od 1919 roku w granicach II Rzeczypospolitej. 7 czerwca 1919 roku, wraz z całym powiatem wołkowyskim, weszła w skład okręgu brzeskiego Zarządu Cywilnego Ziem Wschodnich – tymczasowej polskiej struktury administracyjnej. Latem 1920 roku zajęta przez bolszewików, następnie odzyskana przez Polskę. 20 grudnia 1920 roku włączona wraz z powiatem do okręgu nowogródzkiego. Od 19 lutego 1921 roku w województwie białostockim, w powiecie wołkowyskim, w gminie Świsłocz. W 1921 roku składała się z 40 domów mieszkalnych.
W wyniku napaści ZSRR na Polskę we wrześniu 1939 roku miejscowość znalazła się pod okupacją radziecką. 2 listopada została włączona do Białoruskiej SRR. 4 grudnia 1939 roku włączona do nowo utworzonego obwodu białostockiego. Od czerwca 1941 roku pod okupacją niemiecką. 22 lipca 1941 roku włączona w skład okręgu białostockiego III Rzeszy. W 1944 roku ponownie zajęta przez wojska radzieckie i włączona do obwodu grodzieńskiego Białoruskiej SRR. Od 1991 roku w składzie niepodległej Białorusi.

## Demografia
Według spisu powszechnego z 1921 roku, wieś zamieszkana była przez 223 osoby, wyłącznie Białorusinów, z których 5 było katolikami, reszta – prawosławnymi.